# Palazzo Tigani

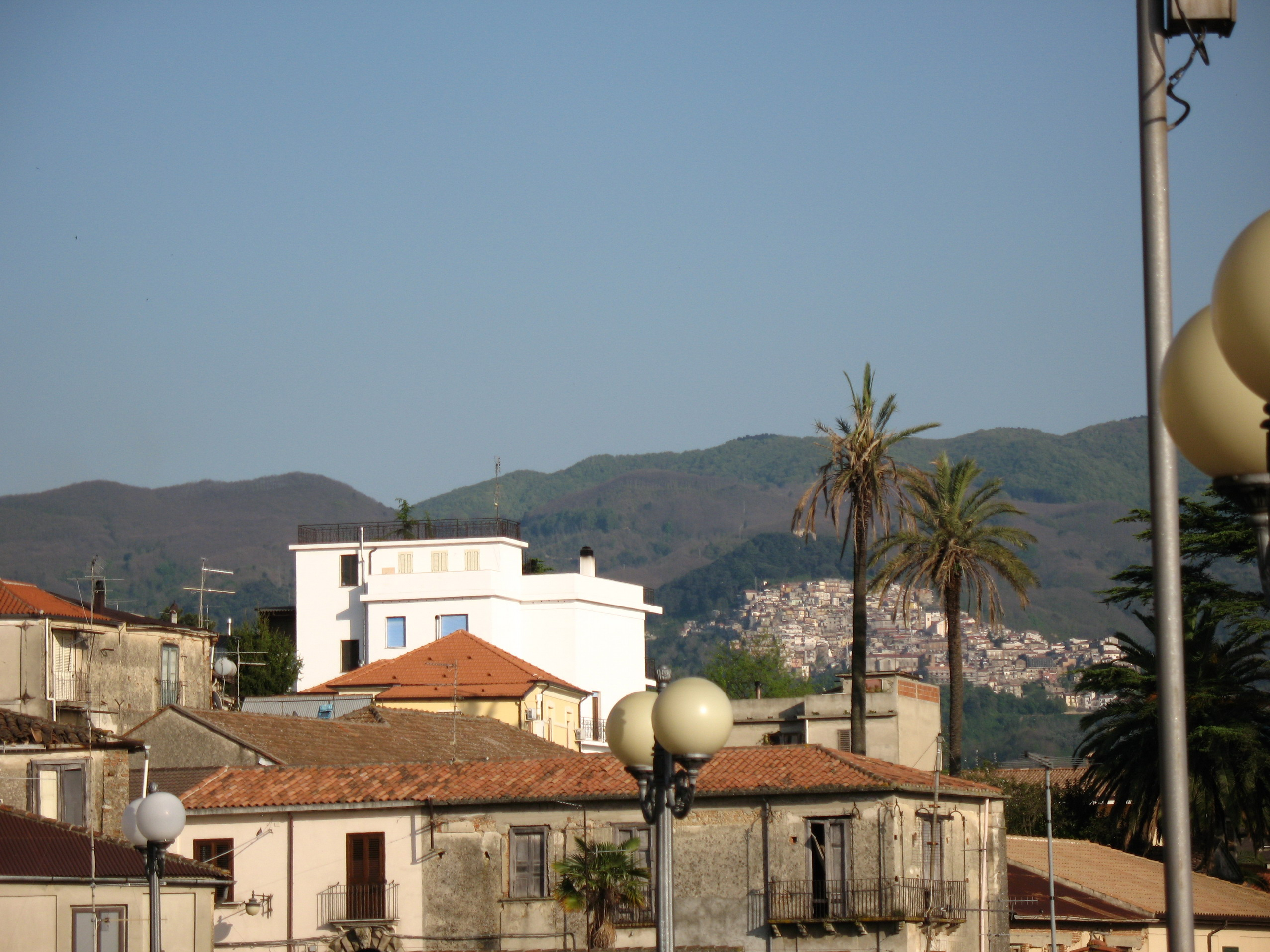
Panorama von Polistena

Der Palazzo Tigani, auch Palazzo Tigani-Regitano, war ein Palast aus den 1780er-Jahren in Polistena in der italienischen Region Kalabrien. Er lag an der Piazza Tigani.

## Geschichte
Im Jahre 1783 wurde Polistena zusammen mit einem großen Teil der Mitte des südlichen Kalabriens durch das Erdbeben vom 5. Februar fast vollständig zerstört. Nach der Naturkatastrophe wurde die Stadt nach Plänen des neapolitanischen Architekten Pompeo Schantarelli vollständig neu aufgebaut, wobei der neue Stadtplan zum Teil Reihenhäuser für jeweils eine Familie und zum Teil Villen mit Innenhof für die gehobene Bürgerschaft vorsah. Die Familie Milano sollte sich dafür entscheiden, die Stadt auf dem Hügel vor der Stelle, an der sich das alte Polistena erstreckte, wieder aufzubauen. In diesem Gebiet namens Evoli wurden die ersten Gebäude wieder errichtet, z. B. die Mutterkirche, der Palast der Milanos und der Palazzo Sigillò.
Den Palazzo Tigani ließ nach dem Erdbeben Don Francesco Tigani, Bezirksrichter von Galatro und Vizemarkgraf (Gouverneur) von Anoia, verheiratet mit Caterina Regitano, erbauen. In der Vergangenheit entstanden in dem Gebäude zahlreiche Initiativen, sowohl für die Verwaltung als auch für die Kultur. Tigani war 1779 Gouverneur des Gebietes von Anoia. Die Familie Regitano ließ in Mammola 1730 die Josephskirche bauen. 1832 heiratete der Sohn von Don Francesco, der Doktor der Physik Don Giovanni, Frau Francesca Guerrisi, Nichte des Doktors Domenico Guerrisi und seiner Frau Rosa Lombardi; die Hochzeit wurde unter der Leitung des Erzpriesters Michelangelo Guerrisi im Dom von Polistena gefeiert.
Der einsturzgefährdete Palast wurde in den 1980er-Jahren abgerissen. Erhalten blieben (mit entsprechenden Verstärkungen) die Umfassungsmauern des Erdgeschosses mit dem prächtigen Portal.
Einst gründeten die Gebrüder Francesco und Michele Tigani (1833–1873), beide Priester, im Palast am Largo dei Fiori (später Piazzetta di Tigani) eine Oberschule. Michele war Verwaltungsangestellter, Dichter und Patriot, in den Jahren 1865–1866 sogar Bürgermeister von Polistena. Im Jahre 1906 wurde die Piazzetta di Tigani in Piazza Fratelli Tigani umbenannt; der Bürgermeister Edoardo Sigillò ließ den Architekten Giuseppe Prenestino die Piazza Fratelli Tigani und den zugehörigen Garten verschönern.